# Territoire de Pondichéry
Pour les articles homonymes, voir Pondichéry (homonymie).
Le territoire de Pondichéry renommé  Puducherry (en tamoul : புதுச்சேரி (Puduccēri) ou பாண்டிச்சேரி (Pāṇḍiccēri), du nom complet புதுச்சேரி ஒன்றியப் பகுதி (Puduccēri oṇḍriyap pagudi) ; en télougou : పుదుచ్చేరి ou పాండిచ్చేరి, du nom complet పుదుచ్చేరి కేంద్రపాలిత ప్రాంతము (Puduccēri kēndrapālita prāntamu) ; en malayalam : പുതുച്ചേരി ou പാണ്ടിച്ചേരി, du nom complet പുതുച്ചേരി കേന്ദ്രഭരണപ്രദേശം (Puduccēri kēndrabharaṇapradēśam) ; en anglais : Union Territory of Puducherry ; en hindi : पुदुचेरी ou पॉन्डिचेरी (pônḍicērī), du nom complet पुदुचेरी केन्द्र-शासित प्रदेश (Puducērī kēndra-śāsit pradēś)) est un territoire de l'Inde. Il est formé de quatre des cinq établissements de l'ancienne Inde française : Pondichéry (ou Puducherry/Poudouchéry), Karikal (Karaikal), Mahé (Mahe) et Yanaon (Yanam).
Pondichéry est la capitale du territoire.
Le tamoul, le malayalam et le télougou sont les principales langues parlées dans le territoire. Les trois langues officielles du territoire sont le tamoul, l'anglais et le français,,. Le malayalam (pour Mahé) et le télougou (pour Yanam) sont les autres langues reconnues officiellement. Par ailleurs, une minorité francophone non négligeable existe toujours à Pondichéry.

## Histoire
Le territoire de Puducherry est issu des anciennes possessions de la Compagnie française des Indes orientales acquises dans le sous-continent indien au XVIIe et XVIIIe siècles. Pondichéry est acquise en 1674, Mahé en 1721, Yanaon en 1731 et Karikal en 1739. Ces comptoirs, ainsi que Chandernagor, sont les seuls que la France parvient à conserver en Inde face aux Britanniques.
En 1946, ces Établissements français deviennent un territoire d'outre-mer au sein de l'Union française. Toutefois, l'indépendance de l'Inde en 1947 entame le processus de rattachement à l'Union indienne.
Le 19 juin 1949, un référendum approuve le rattachement de Chandernagor. Un traité est signé entre la France et l'Inde le 2 février 1951 et, en 1954, la ville est intégrée au Bengale-Occidental.
À partir de mars 1954, les élus locaux des Établissements souhaitent leur intégration à l'Inde et l'agitation se développe. Le 21 octobre 1954, les gouvernements indien et français signent un accord prévoyant que « Le Gouvernement de l'Inde prendra en charge à la date du 1er novembre 1954 l'administration du territoire des Établissements français de l'Inde,. »
Le rattachement de jure des Établissements à l'Inde a lieu par la signature d'un traité de cession le 28 mai 1956, ratifié par la France le 27 juillet 1962,. Le 28 décembre 1962, la Constitution de l'Inde est modifiée pour créer le territoire de Pondichéry, autoriser sa représentation au Parlement indien et le doter d'un gouvernement local.
Au départ, l'État indien voulait intégrer directement les quatre comptoirs aux États où on parlait l'une des langues nationales de l'Inde : Pondichéry et Karikal, de langue tamoule, devaient rejoindre le Tamil Nadu, Yanaon, de langue télougou devait rejoindre l'Andhra Pradesh, et Mahé, de langue malayalam devait rejoindre le Kerala. Pour rappel, Chandernagor, de langue bengalie avait été directement intégré à l'État du Bengale-Occidental, en 1951. Mais les relations avec la France étant bonnes, cette dernière respectera la ratification de ses traités, avec l'Inde, commencés en 1948 avec le début des discussions pour la cession du comptoir de Chandernagor, ainsi que ses engagements pour la cession des autres comptoirs, entre 1951 et 1962, contrairement aux Portugais, qui ne voulaient pas céder leurs comptoirs en Inde, ce qui enclenchera des conflits entre l'Inde et le Portugal, entre 1954 et 1961.           
Vu les bonnes relations avec la France, et la cession de manière pacifique de ses comptoirs en Inde, le gouvernement indien décidera finalement de garder le modèle administratif laissé par les Français, en conservant les quatre anciens comptoirs coloniaux qui seront réunis en un ensemble sous le statut de territoire, pendant au moins cinquante ans, avant que ceux-ci ne rejoignent peut-être un jour les États du Tamil Nadu, de l'Andra Pradesh ou du Kerala. En 1962, l'Assemblée nationale française validera officiellement la cession des quatre comptoirs français à l'Inde, quelque peu en retard, à cause des événements de la guerre d'Algérie.          
En 1963, le Government of Union territories Act dote le territoire d'une Assemblée législative et d'un gouvernement de la même manière qu'un État.
Le traité de 1956 prévoyait que « Le français restera langue officielle des Établissements aussi longtemps que les représentants élus de la population n’auront pas pris une décision différente. » Dès 1965, l'Assemblée législative de Pondichéry adopte une loi faisant du tamoul la langue officielle du territoire en prévoyant l'usage du malayalam et du télougou pour les districts de Mahé et Yanaon, ainsi que de l'anglais. Il n'est fait aucune mention du français dans la loi.
En 1980, l'Assemblée législative adopte unanimement une motion demandant que le nom du territoire soit changé en « Puduchery », pour correspondre à son nom tamoul historique. Une telle demande est réitérée en 1996 par les ministres du territoire. Finalement, le Parlement indien donne droit à la demande en 2006 et le territoire se nomme depuis « territoire de Puducherry », ou Poudouchéry en orthographe du français.

## Géographie

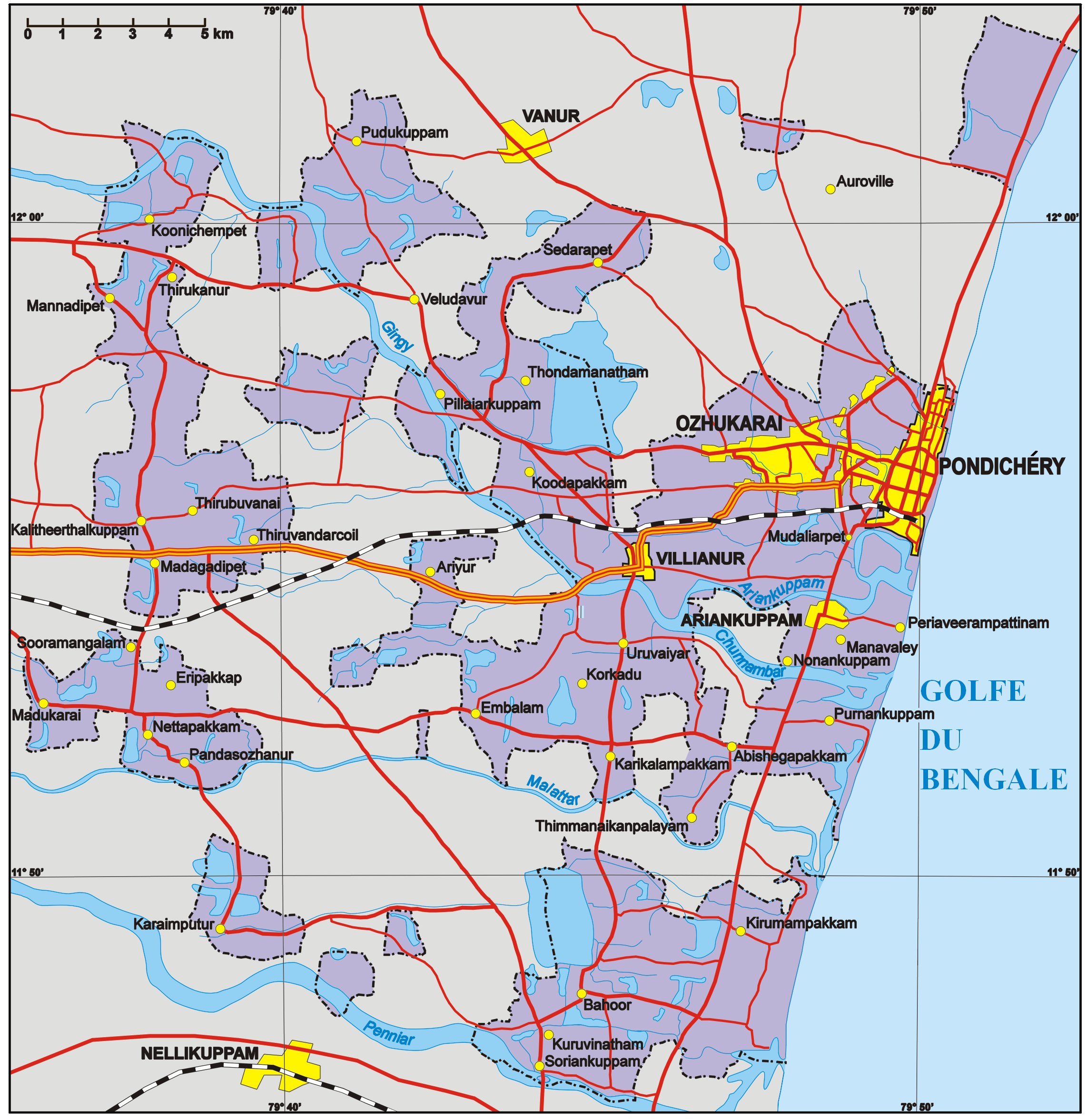
Carte du district de Pondichéry et ses différentes exclaves.

Le territoire de Puducherry est constitué de quatre petits districts situées sur la côte de Coromandel et la côte de Malabar et hérités des anciens Établissements français : district de Pondichéry (293 km2) et Karikal (190 km2) sont les plus importants et sont enclavés au Tamil Nadu, Yanaon (30 km2) est enclavé en Andhra Pradesh et Mahé (9 km2) au Kerala.
Les districts eux-mêmes, à l'exception presque de Karikal, ne constituent pas des territoires contigus : le district de Pondichéry compte ainsi lui-même 11 différentes exclaves (dénommées « pockets » en anglais). 
Le caractère dispersé du Territoire de Pondichéry lui confère une certaine diversité géographique. Ainsi il est riverain de deux des grands fleuves de l'Inde péninsulaire, que sont la Godavery et la Cavery, le premier s'écoule à Yanaon et y trouve à proximité son embouchure, tandis que le second déverse ses défluents à Karikal, notamment l'Arselar (Arasalar). Des cours d'eau moins importants sont présents ailleurs, tels que le Ponnéar (Ponnaiyar) et la Rivière de Gingy (Sankaraparani) dans la région de Pondichéry, et la Rivière de Mahé (Mayyazhipuzha) à Mahé.
L'ensemble du Territoire est situé dans la zone intertropicale, au-delà du Tropique du Cancer. En conséquence, deux types de climats y prévalent, le climat tropical humide à Mahé, sur la côte ouest de l'Inde, et le climat tropical humide et sec dans les autres régions, situées sur la côte est du pays. De ce fait, les anciens établissements de Yanaon, Pondichéry et Karikal sont vulnérables aux cyclones formés sur le golfe du Bengale. La saison de mousson à Mahé et à Yanaon correspond à la mousson d'été, lorsque à Pondichéry et à Karikal, placés sous l'ombre pluviométrique des Ghats occidentaux, la mousson survient en hiver.

## Démographie
Selon le recensement de 2011, le Territoire compte 1 247 953 habitants dont 76 % dans le seul district de Pondichéry.
68 % de la population est urbaine et le taux d'alphabétisation est de 85,85 %.
L'hindouisme est la religion majoritaire du territoire avec 87,30 % de la population, devant le christianisme (6,29 %) et l'islam (6,05 %).
Il y a environ 6 500 « Franco-Pondichériens », des habitants nés dans le Territoire pendant la colonisation française et qui ont fait le choix de conserver la nationalité française au moment du rattachement à l'Inde. Environ 200 de ces Franco-Pondichériens maîtrisent la langue française à des degrés divers, mais l'anglais est beaucoup plus présent, car il est parlé par 50 000 personnes à Pondichéry[réf. nécessaire]. Les résidents pondichériens qui possèdent la nationalité française, concentrés dans la ville de Pondichéry et ses alentours, sont d'anciens militaires, qui servirent dans l'armée française, et surtout d'anciens ouvriers du textile ainsi que des pêcheurs.  
La population du territoire se déplace beaucoup, et de nombreux jeunes partent travailler dans l'État du Tamil Nadu voisin, surtout des territoires de Pondichéry et Karikal, où la population est essentiellement tamoule. La situation est identique pour Yanaon et Mahé qui ne sont pas de langue tamoule, et où les jeunes partent travailler dans les États voisins où on parle télougou et malayalam. De même, le statut de zone franche des 4 districts attire des Indiens des États voisins pour des raisons fiscales et commerciales.

## Gouvernement et administration

### Gouvernement territorial

L'assemblée législative de Pondichéry

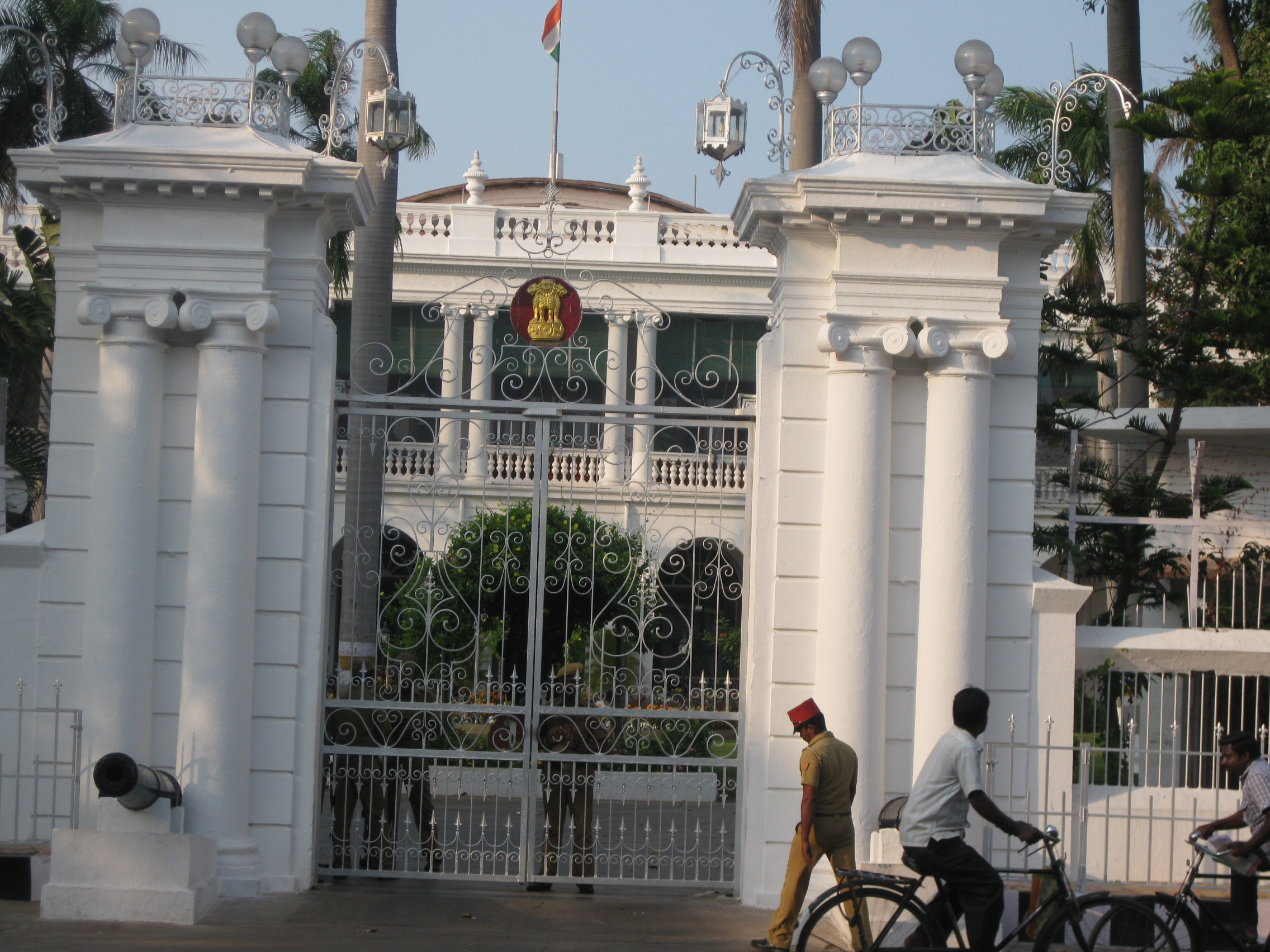
La résidence du lieutenant-gouverneur est Raj Niwas, l'ancienne résidence des gouverneurs français.

Le territoire de Puducherry est un territoire de l'Union et non pas un État, ce qui signifie que son administration relève du gouvernement central. Toutefois, le territoire fait partie avec celui de Delhi des deux territoires disposant d'un gouvernement autonome.
Ainsi, depuis 1963, le territoire est doté d'une Assemblée législative composée de 30 membres élus au suffrage universel direct. Une partie des sièges est réservée aux Dalits, en proportion de leur part dans la population.
Le chef du gouvernement est le ministre en chef, responsable devant l'Assemblée législative.
Le gouvernement central est représenté à Pondichéry par un lieutenant-gouverneur.
Les deux principaux partis présents à Puducherry sont actuellement le Congrès et le All India N.R. Congress, une scission du Congrès alliée au BJP au niveau national. Les partis tamouls, Dravida Munnetra Kazhagam (allié au Congrès) et All India Anna Dravida Munnetra Kazhagam (allié à l'AINRC) sont également présents.

### Administration locale

Les communes et municipalités du district de Pondichéry.

Comme les autres États et territoires, Puducherry est divisée en districts (correspondant chacun à une enclave) eux-mêmes subdivisés en taluks.
Une des particularités de Puducherry est d'avoir conservé pendant longtemps l'administration municipale et le découpage en communes issu de la colonisation française. Toutefois, le Municipalities Act et le Village and Commune Panchayats Act de 1973 ont rapproché l'administration locale de ce qui existe dans les autres États en transformant les plus grandes villes en municipalités et en instaurant le système des panchayats dans les communes subsistantes.
| District   | Taluk       | Organes locaux                                                                               |
| ---------- | ----------- | -------------------------------------------------------------------------------------------- |
| Puducherry | Puducherry  | - Municipalité de Puducherry - Commune d'Ariyankuppam                                        |
| Puducherry | Ozhukarai   | - Municipalité d'Ozhukarai                                                                   |
| Puducherry | Villianur   | - Commune de Villianur - Commune de Mannadipet                                               |
| Puducherry | Bahour      | - Commune de Bahour - Commune de Nettapakkam                                                 |
| Karaikal   | Karaikal    | - Municipalité de Karaikal - Commune de T.R. Pattinam                                        |
| Karaikal   | Thirunallar | - Commune de Thirunallar - Commune de Kottucherry - Commune de Nedungadu - Commune de Neravy |
| Mahé       | Mahé        | - Municipalité de Mahé                                                                       |
| Yanam      | Yanam       | - Municipalité de Yanam                                                                      |

Les municipalités sont administrées par un conseil municipal et un président élu au suffrage universel direct tous les cinq ans.
Les communes couvrent les territoires plus ruraux. Elles sont administrées par un panchayat de commune élu au suffrage universel direct et un président élu par le panchayat. Sur le territoire d'une commune peuvent exister des villages dotés d'un panchayat de village et d'un président élus au suffrage universel direct. Les président de panchayat de village siègent au panchayat de la commune dont le village fait partie. En outre, dans chaque village, se réunit périodiquement la Gram Sabha (assemblée de village) à laquelle peuvent participer tous les habitants du village.
L'essentiel du pouvoir exécutif dans les municipalités et les communes est exercé par un commissaire nommé par le gouvernement.

## Galerie

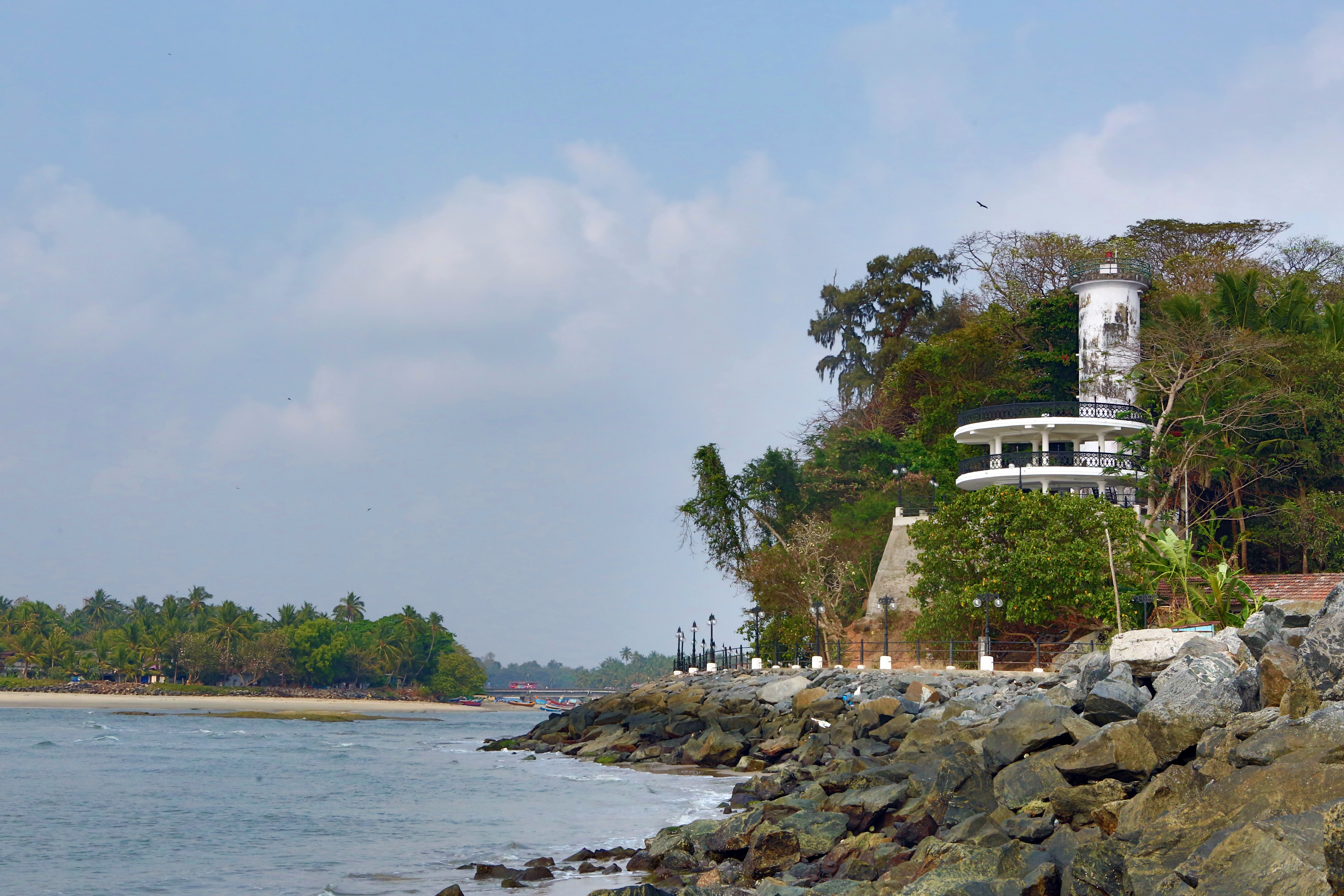
Phare à Mahé, commune et district pondichérien malayalophone encadré par le Kerala. Tellicherry est la grande ville la plus proche.
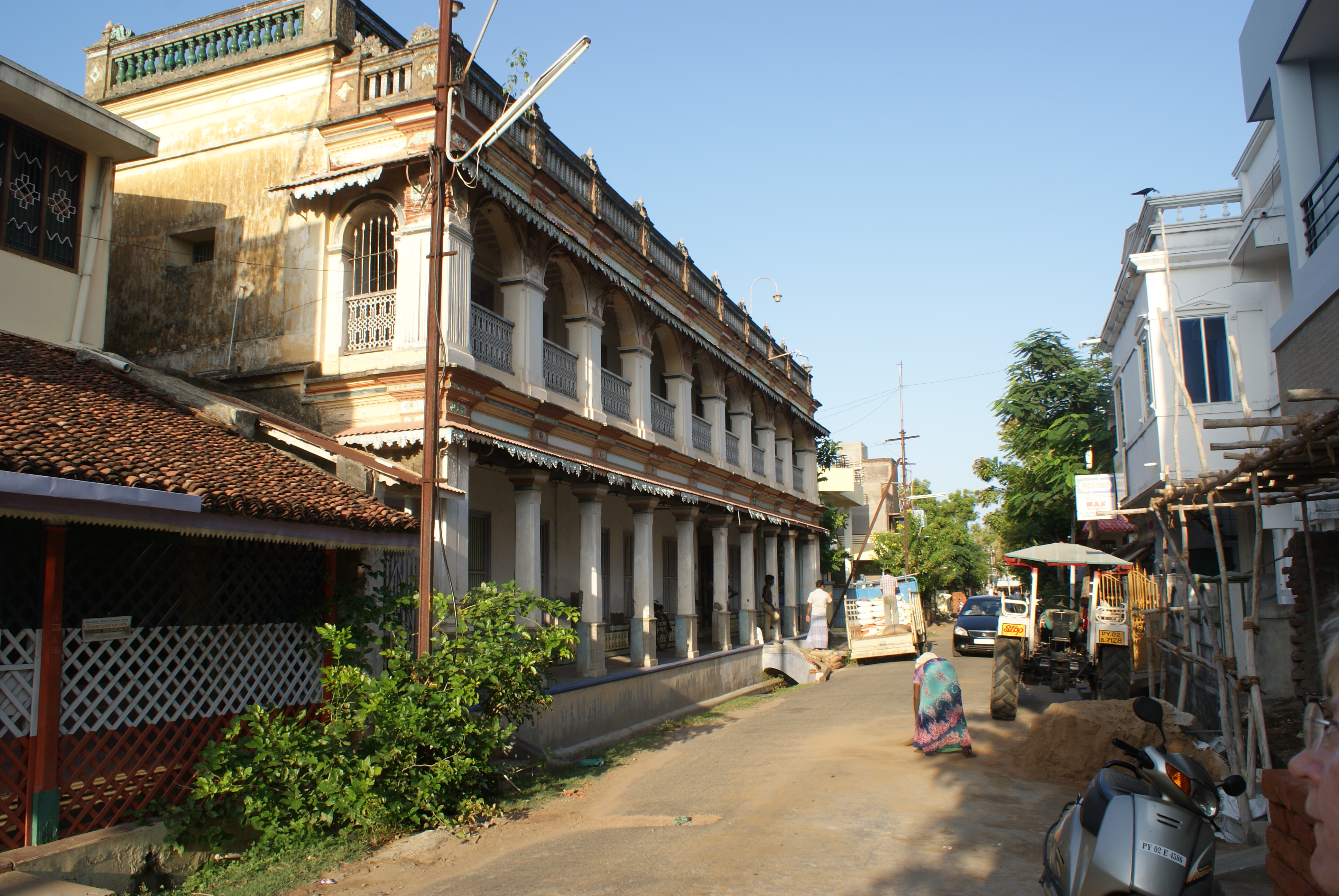
Ancienne maison coloniale dans le centre-ville de Karikal, commune et district situé dans le Delta de la Cavery.
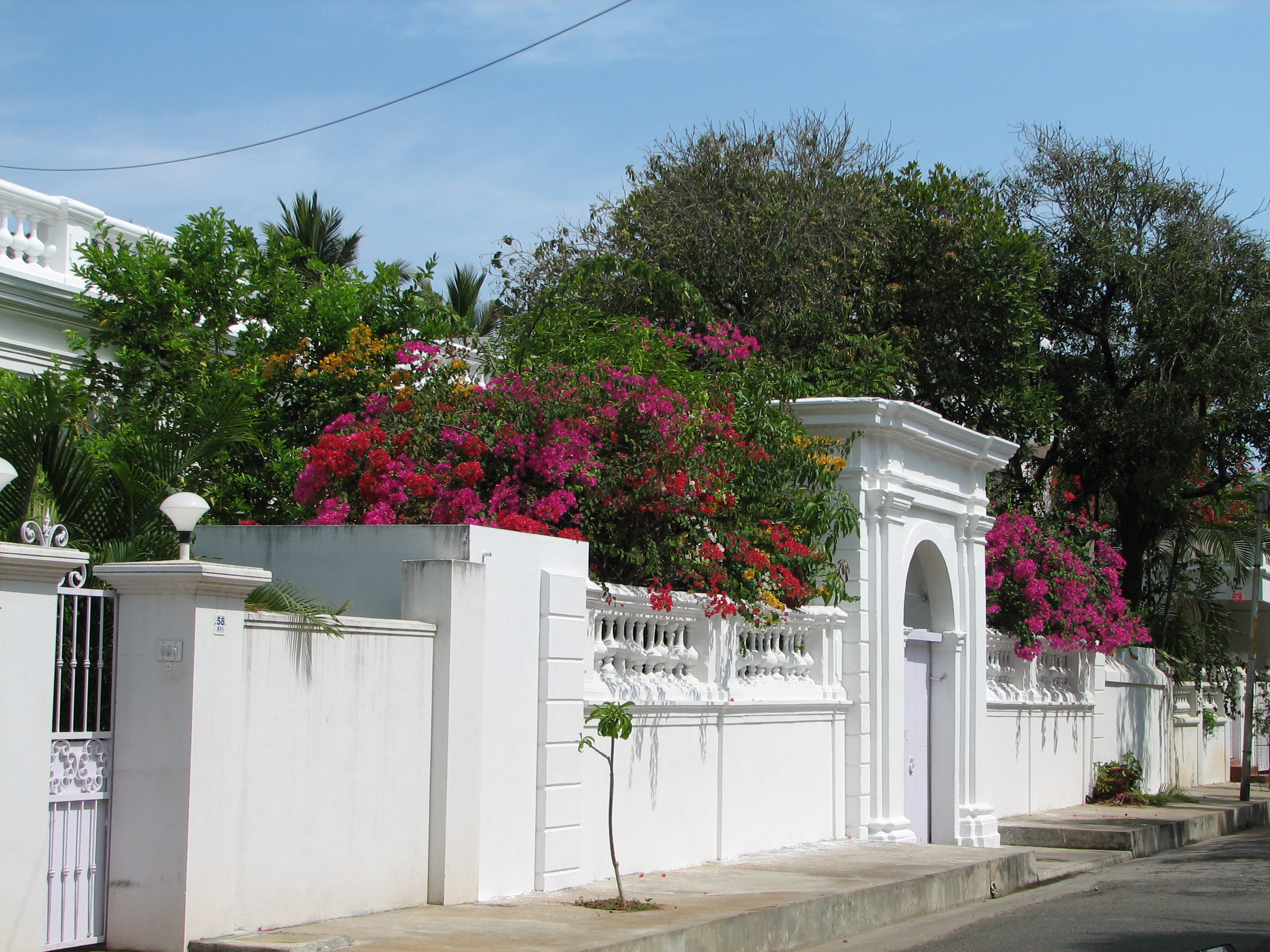
Rue dans le centre historique de Pondichéry, ancienne capitale des Indes françaises et chef-lieu du Territoire.
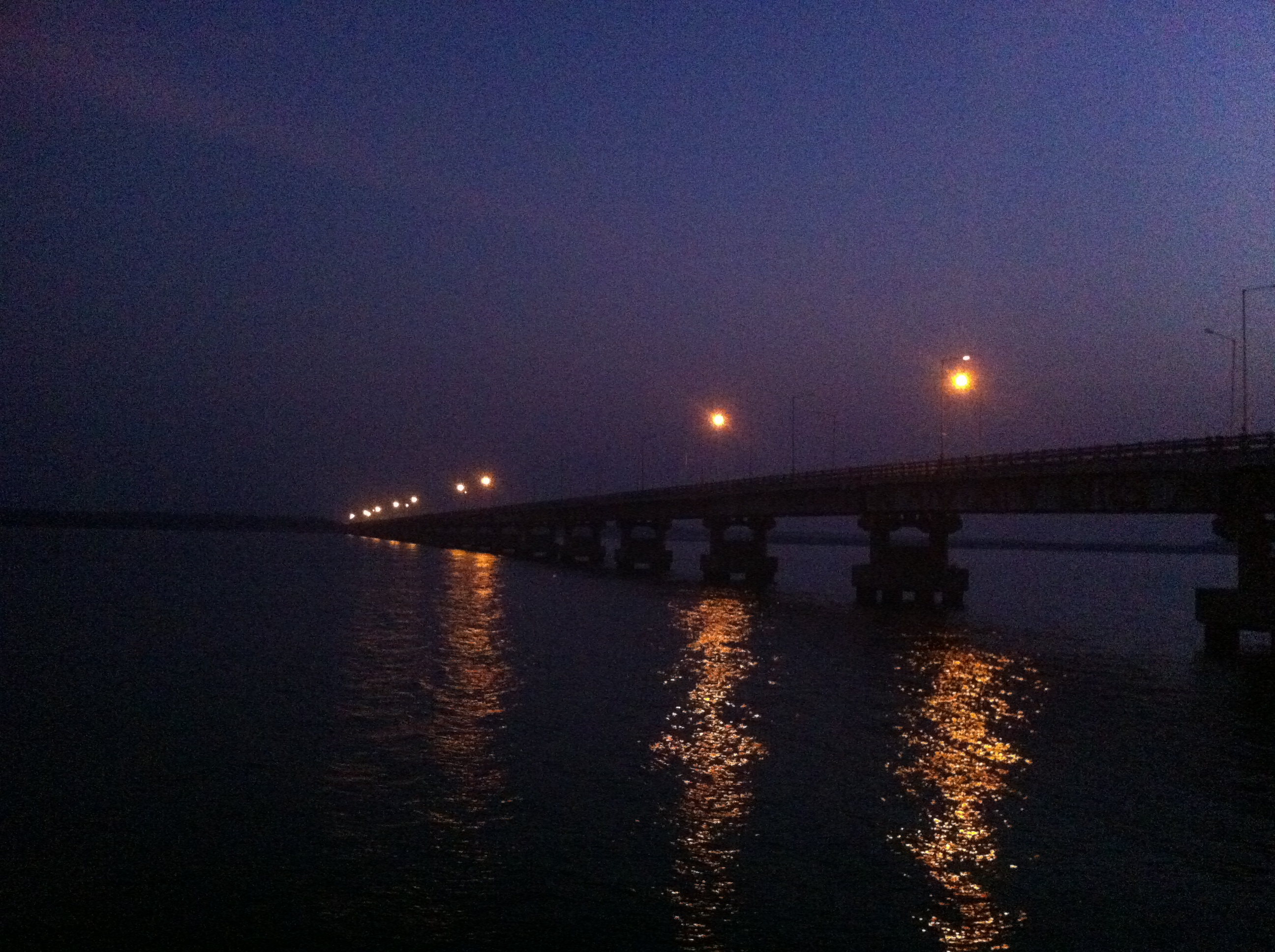
Le Pont de Yanaon, localisé dans le Delta de la Godavery et enclavé dans l'Andhra Pradesh. C'est un district télougophone.
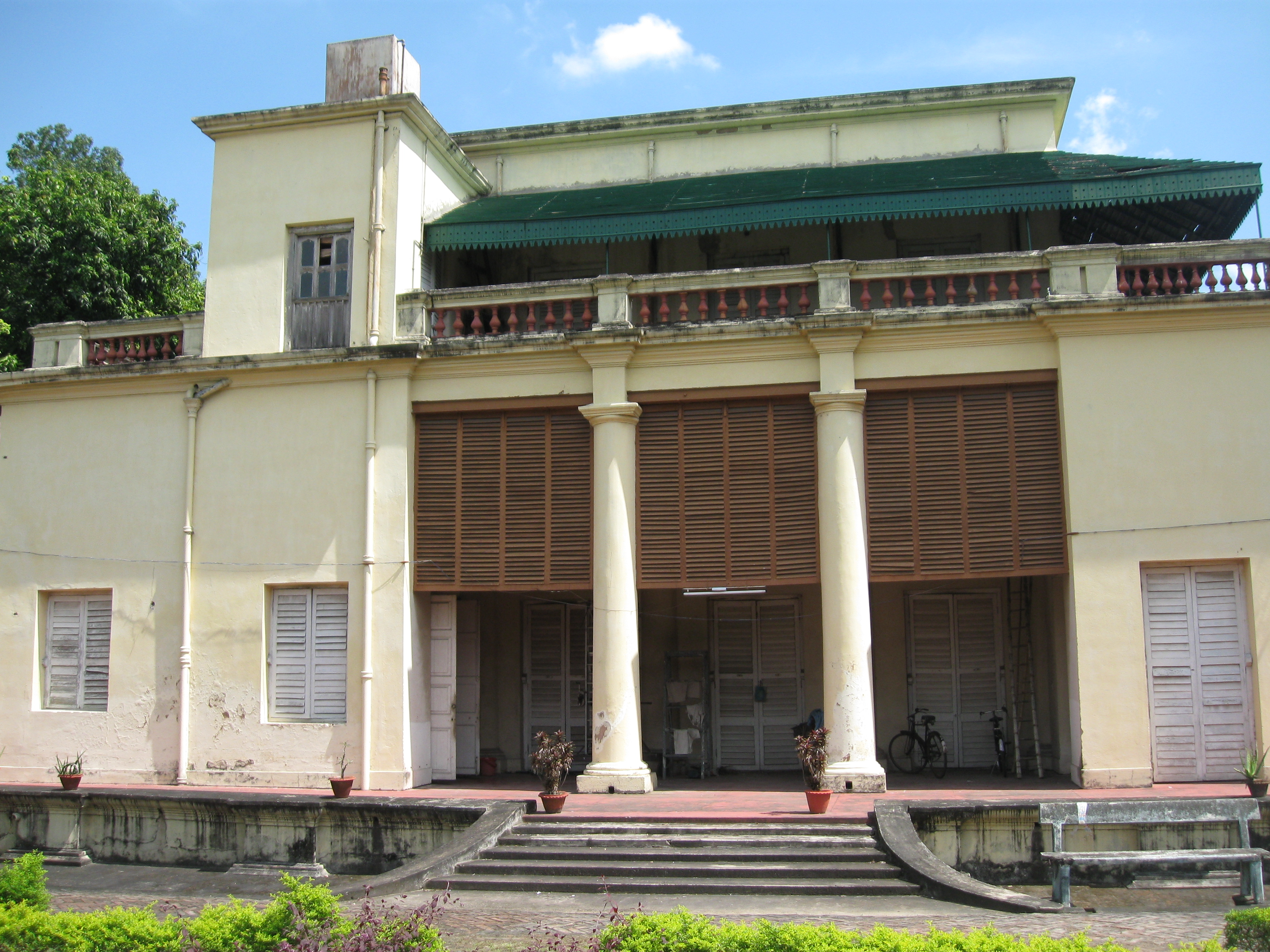
Palais du gouverneur Dupleix à Chandernagor, cinquième comptoir français, administré aujourd'hui par le Bengale.